# Xanthoparmelia molybdiza
Xanthoparmelia molybdiza är en lavart som först beskrevs av William Nylander och som fick sitt nu gällande namn av John Alan Elix. 
Xanthoparmelia molybdiza ingår i släktet Xanthoparmelia och familjen Parmeliaceae. Inga underarter finns listade i Catalogue of Life.